# 1889 en chimie
Cet article présente les faits marquants de l'année 1889 en chimie.

## Évènements
- 2 avril et 22 juillet : les chimistes britanniques Frederick Augustus Abel et James Dewar obtiennent deux brevets pour la cordite, un explosif sans dégagement de fumée et d'odeur[1].
- Dans un article intitulé On the reaction velocity of the inversion of cane sugar by acid, le chimiste suédois Svante August Arrhenius énonce la loi d'Arrhenius qui décrit la variation de la vitesse d'une réaction chimique en fonction de la température[2].

## Publications
- Marcellin Berthelot : Introduction à l'étude de la chimie des Anciens du Moyen-âge (1889), éd. Steinheil, Paris[3].

## Prix
- Médaille Davy : William Henry Perkin pour ses recherches sur la rotation magnétique et ses liens à la constitution chimique[4],[5].
- Faraday Lectureship : Dmitri Ivanovitch Mendeleïev[6]

## Naissances
- 10 février[7] : Raymond Cornubert (mort en 1984), chimiste français.
- 21 avril[8] : Paul Karrer (mort en 1971), chimiste organique suisse.
- 26 août[9] : Hélène Metzger, née Bruhl (morte en 1944), chimiste, historienne de la chimie et philosophe des sciences française.
- 7 octobre[10] : Hans Tropsch (mort en 1935), chimiste tchèque.
- 24 novembre[11] : William Justin Kroll (mort en 1973), métallurgiste, chimiste et consultant luxembourgeois.

## Décès
- 4 février[12] : Carl Leverkus (né en 1804), chimiste et entrepreneur allemand.
- 8 février[13] : Roberto Duarte Silva (né en 1837), chimiste français.

- 9 avril[14] : Michel-Eugène Chevreul (né en 1786), chimiste français.
- 19 avril[15] : Warren de la Rue (né en 1815), astronome et chimiste britannique.